# Réserve faunique Baldwin
Pour les articles homonymes, voir Baldwin.
Ne doit pas être confondu avec Réserve écologique William-Baldwin.
La réserve faunique Baldwin est une ancienne réserve faunique du Québec située en Gaspésie, au Québec.

## Toponymie
La réserve est d'abord nommée « Baldwyn » d'après le canton sur lequel elle est sise. Son nom est changé pour « Baldwin » en même temps que le nom du canton est rectifié[réf. nécessaire]. Quant au canton, il doit son nom à l'homme politique Robert Baldwin (1804-1858), qui appuya Louis-Hippolyte La Fontaine pour la création d'un gouvernement responsable. Il est député de Rimouski de 1849 à 1851.

## Historique
La réserve de chasse et de pêche de Baldwyn est créée par un arrêté du Conseil exécutif en 1974. Son statut est modifié pour celui de réserve faunique en 1984. Subséquemment à l'abolition massive de réserves fauniques par le ministère de l'Environnement, des projets d'abolition de la réserve Baldwin sont présentés en 1994 et en 1995. La réserve est finalement abolie en 1996.
Une reprise de la gestion des activités de gestion faunique sous forme de zone d'exploitation contrôlée est demandée en 1994 par les gestionnaires de la Zec de la Petite-Rivière-Cascapédia. 
Des négociations s'amorcent en 1999 en vue du transfert de la gestion des ressources du territoire Baldwin aux Micmacs de Gesgapegiag,. Un protocole d'entente entre le Conseil de Gesgapegiag, le ministre des Ressources naturelles, de la Faune et des Parcs et le ministre délégué aux Affaires autochtones pour le transfert de gestion est signé le 29 juin 2000. L'entente prévoit l'établissement d'une pourvoirie controversée, dont la création est négociée de 2006 à 2008,,. La superficie du territoire visé pour la pourvoirie est réduite de nombreuses fois au cours des négociations,. Sous la pression des associations de chasseurs allochtones, la ministre Nathalie Normandeau refuse de donner son aval au projet,.